# 厉振羽
厉振羽（20世纪？—），籍贯浙江杭州，生于北京，中华人民共和国媒体人士、国际知名双语作家、学者、文化评论家，现任人民日报社人民网资深主编。撰写过十余个国际知名专栏，作品被《华尔街日报》网站称“获国际认可”，被美国普利策奖得主称为“了解中国的窗口”，被翻译成17个国家的语言，入选西方大学教材。曾获得中央领导和中宣部、国务院新闻办公室、外交部等领导专家的充分肯定。

## 简介
厉振羽早年就读于清华大学附属中学、北京理工大学和中国传媒大学，获管理学学士学位和经济学硕士学位。曾任北京奥组委官方网站英法文编辑，后入人民日报社工作。曾创办人民日报社人民网英文经济频道、高端英语对话节目《精英对话》和人民网大型双语栏目《中国经济观察》，是多部国际知名英语纪录片的出品人兼总制片，现任人民日报社人民网资深主编。
在2015年举行的第四届全国对外传播理论研讨会上，由厉振羽领衔主创的国家形象传播项目“精英对话：独家对话APEC秘书长博拉尔德”获评最佳对外传播案例，并入选中国外文局全国对外传播年度十大案例。由其撰写的论文《以优质内容撬动国际舆论的天平》获大会“优秀论文奖”，由中宣部副部长、国务院新闻办公室主任蒋建国颁奖。2017年7月，厉振羽的实践研究成果连续第二次入选中国对外传播领域最高端学术研讨会——全国对外传播理论研讨会。
作为国际知名的双语作家及国际传媒专家，厉振羽撰写过10余个国际知名专栏，曾获中国国家级科研成果奖，现为美国国际传播学会特约审稿专家、美国财经作家协会会员、国际大众传播研究会会员、中国科普作家协会会员。

## 评价
比利时第48届首相伊夫·莱特姆对厉振羽作品的评价：“对于任何对中国和国际事务感兴趣的人来说都是一个优质的信息来源。为更好地理解中国新的核心政治理念以及在新的全球格局下中国日益重要的角色提供了全新的角度，对于了解中国很有助益。”
美国原副财长蒂姆·亚当斯对厉振羽作品的评价：“为了解中国经济改革与发展开启了一扇窗户，并提供了丰富多样的观点与角度，既包含了来自政府的观点，也包含了来自民间的观点，是一部有助于理解当代中国的经济发展与改革的优秀作品。”
美国原商务部次长弗兰西斯科·桑切斯对厉振羽的评价：“提问有见地。”
中国原驻法国大使吴建民对厉振羽作品的评价：“中国经济改革，全球关注。厉振羽的作品向世界介绍了中国改革的情况，受到了欢迎，很不容易！”
中国原驻印度、波兰大使裴远颖对厉振羽作品的评价：“独步海内，流布海外。”

## 轶事
厉振羽是北京理工大学交响乐团原第一小提琴。他自5岁起随名师学习小提琴、中提琴演奏及古典音乐理论，创作代表性钢琴作品两首。被中国指挥家、中央音乐学院教授杨力评价为“非常有才能”。